# Smithsonian Environmental Research Center
Das Smithsonian Environmental Research Center (SERC) ist eine 11 km² große Umweltforschungs- und Bildungseinrichtung, die von der Smithsonian Institution betrieben wird. Es befindet sich in Edgewater, Maryland. Der Schwerpunkt der Studien des Center liegt auf den Ökosystemen der Küstengebiete, insbesondere den Feuchtgebieten der Chesapeake Bay.

## Übersicht
Das SERC betreibt Forschungen in vielen Bereichen, die sich mit der Umweltforschung der terrestrischen Ökoregionen, der Atmosphäre und den Ästuaren beschäftigen. Die Fachrichtungen sind: Botanik, Ökologie, Umweltbildung, Biologie, Chemie, Mathematik, Mikrobiologie, Physik und Zoologie. Das Center bildet Praktikanten, Studenten im Aufbaustudium, Promotionsstudenten und Doktoranden aus. Das SERC empfängt jedes Jahr über 10.000 Studenten, Lehrer und Familien als Gäste. 
Darüber hinaus dient es als Zentrum der Forschung und Bildung auf die menschliche Auswirkungen auf die Land-Meer-Interaktionen der Küstengebiete. Das Labor konzentriert sich auf ein Modell der menschlichen Interaktion mit der Umwelt. Das Zentrum erhält $ 20000000 aus Zuschüssen, Verträgen mit staatlichen Stellen, Stiftungen und von der Industrie.

## Neuerungen
Das SERC hat eine einzigartige Biotelemetrie entwickelt, mit der man das Zugverhalten, den Lebensraum und die Entwicklung von Blaukrabben beobachten. Blaukrabben sind Meeresräuber und sehr wichtig für die Krabbenfischer in Nordamerika. Es ist der Patentinhaber für den Spectral Radiometer, die nationale Norm für die Überwachung der Sonnenstrahlung. Das Center hat außerdem ein Modell entwickelt, mit dem man in Flussmündungen die Wasserqualität und den Abfluss von Nährstoffen in ihrem Einzugsgebiet testen kann.  

## Referenzen
- Smithsonian Environmental Research Center
- Indiana High Education

Koordinaten: 38° 53′ 11,8″ N, 76° 32′ 33,5″ W